# Jenny Bindon
Jenny Bindon, född som Jenny Lynn Bourn den 25 februari 1973 i Belleville, Illinois, är en fotbollsspelare som spelar som målvakt i Nya Zeelands landslag.